# Als die Uhr dreizehn schlug
Als die Uhr dreizehn schlug ist ein Kinderbuch von Philippa Pearce. Es erschien 1958 unter dem englischen Titel Tom’s Midnight Garden und erhielt noch im selben Jahr die angesehene Carnegie Medaille für Literatur. Das Buch wird als Meisterwerk der englischen Kinder- und Jugendliteratur angesehen. Es wurde in mehrere Sprachen übersetzt und für Rundfunk, Fernsehen, Kino und Theater adaptiert.

## Zusammenfassung
Als Tom Longs Bruder Peter an Masern erkrankt, fallen die Ferienpläne ins Wasser: Statt im Garten ein Baumhaus zu bauen, muss Tom zu Onkel Alan und Tante Gwen in Quarantäne, damit er sich nicht ansteckt. Diese wohnen in einer kleinen Wohnung in einem ehemaligen Herrschaftshaus, das keinen Garten hat, wie Tom enttäuscht feststellt. Die Vermieterin ist die ältere, zurückgezogen lebende Frau Bartholomew.
Es gibt für ihn nichts zu tun außer Kreuzworträtsel zu lösen, Puzzles zusammenzulegen, und Tante Gwens alte Mädchenbücher zu lesen. Deshalb ist ihm unglaublich langweilig, und da er außerdem das Haus nicht verlassen darf, um niemanden anzustecken, fühlt er sich unglücklich und eingesperrt. Tante Gwen verwöhnt ihn zwar mit leckeren Mahlzeiten, aber das führt nur dazu, dass er nachts wegen seines vollen Magens und der mangelnden Bewegung nicht schlafen kann.
Er liegt oft stundenlang wach, und als er eines Nachts die alte Standuhr im Erdgeschoss 13 schlagen hört, geht er hinunter und stellt fest, dass der Hintereingang nun nicht mehr in den kleinen Hinterhof, sondern in einen großen, sonnigen Garten führt. Dort trifft er ein anderes einsames Kind namens Hatty, die ihn als einzige sehen kann. Sie spielen zusammen im Garten. Tom entdeckt, dass er durch Türen und Wände gehen kann und sich nicht verletzt, wenn er von einem Baum fällt; Hatty hält ihn deshalb für einen Geist.
Während ihrer gemeinsamen Abenteuer wird ihm allmählich klar, dass diese im Viktorianischen Zeitalter stattfinden. Hatty ist während der Besuche Toms mal jünger, mal älter, aber im Verlauf der Geschichte entwickelt sie sich langsam zur jungen Frau. Toms Bruder Peter wird wieder gesund, aber Tom versucht jetzt, die Rückkehr hinauszuzögern, um weiter mit Hatty im Garten spielen zu können.
Kurz vor seiner Rückkehr nach Hause hat er die letzte Begegnung mit Hatty: Sie laufen auf dem gefrorenen Fluss Cam Schlittschuh; da er selbst keine Schlittschuhe hat, wurden sie ihm von Hatty im Schrank hinterlassen. Die Geschichte endet damit, dass Tom schlussendlich Frau Bartholomew besucht, die ihm im Garten als kleine Hatty begegnet ist.

## Entstehungsgeschichte
Ende der 1950er Jahre musste das Mühlenhaus verkauft werden, in dem Pearce aufgewachsen war. Pearce war in Sorge, dass weder der Garten noch das Haus überleben würden. Sie wanderte durch den Garten und machte sich Notizen über alles, was dort wuchs. Sie schrieb dann Als die Uhr dreizehn schlug und bezog die Geschichten ihres Vaters über seine eigene Kindheit ein, um die Vergangenheit ans Licht zu bringen. Er war in Hattys Alter, als er während des Frostes von 1894/95 auf dem Fluss Cam von Cambridge nach Ely Schlittschuh fuhr. Tom und Hatty machen im Buch dieselbe Reise.

## Anspielungen und Verweise
Der historische Teil des Buches spielt auf dem Grundstück einer Villa, die in einigen Details dem Haus ähnelt, in welchem die Autorin aufwuchs: Das Mühlenhaus in Great Shelford, in der Nähe von Cambridge. Cambridge wird im Buch zu Castleford, allerdings ohne Universität. Zu der Zeit, als sie das Buch schrieb, lebte die Autorin wieder in Great Shelford, gleich gegenüber dem Mühlhaus. Das Haus der Kitsons basiert vermutlich auf einem Haus in Cambridge, in dessen Nähe Pearce während ihrer Zeit an der Universität studierte.
Das Buch beschäftigt sich mit Fragen zu Raum, Zeit und Wirklichkeit. Wir sind eine Weile im Ungewissen darüber, wer genau der Geist ist; im Garten ist es immer Tag, und meist schönes Wetter; Hatty entwickelt sich zur jungen Frau, doch Tom ist immer gleich alt; Hatty und Tom sind sich nicht einig, wer von ihnen ein Geist ist, und wer ein lebender Mensch; zuletzt entsteht der Eindruck, der Garten sei die Wirklichkeit gewordenen Kindheitserinnerungen einer alten Frau. Diese Themen treten auch in ihren andern Büchern auf, insbesondere in denen über Geister. Die endlich stattfindende Begegnung zwischen Tom, immer noch ein Kind, und der bejahrten Hatty, gilt als einer der bewegendsten Momente der Kinderliteratur.
Die im Buch verwendeten Theorien über die Zeit gehen zum Teil auf J. W. Dunnes einflussreiches Werk An Experiment with Time zurück, welches auch andere Autoren wie J. B. Priestley inspirierte.

## Preise und Nominierungen
Das Buch mit den Illustrationen von Susan Einzig gewann 1958 die angesehene Carnegie Medal. 2007 wurde es von den Juroren der Carnegie Medal als eines der zehn einflussreichsten Kinderbücher der letzten 70 Jahre aufgeführt.

## Film, Fernsehen und Theater
Die BBC verfilmte das Buch drei Mal, 1968, 1974 und 1988 (Erstausstrahlung 1989). Ein Film mit Anthony Way in der Hauptrolle wurde 1999 von BS24 und Hyperion Pictures produziert. 2000 adaptierte David Wood das Buch für die Bühne.

## Deutsche Ausgaben
- 1999 Dressler Verlag, Hamburg. Gebunden, ISBN 978-3791516011
- 2003 Omnibus Tb Bei Bertelsmann. Taschenbuch, ISBN 978-3570210604
- 2008 ZEIT-Edition Fantastische Geschichten für junge Leser. Gebunden, ISBN 978-3-938899-48-9